# National Guardian Life

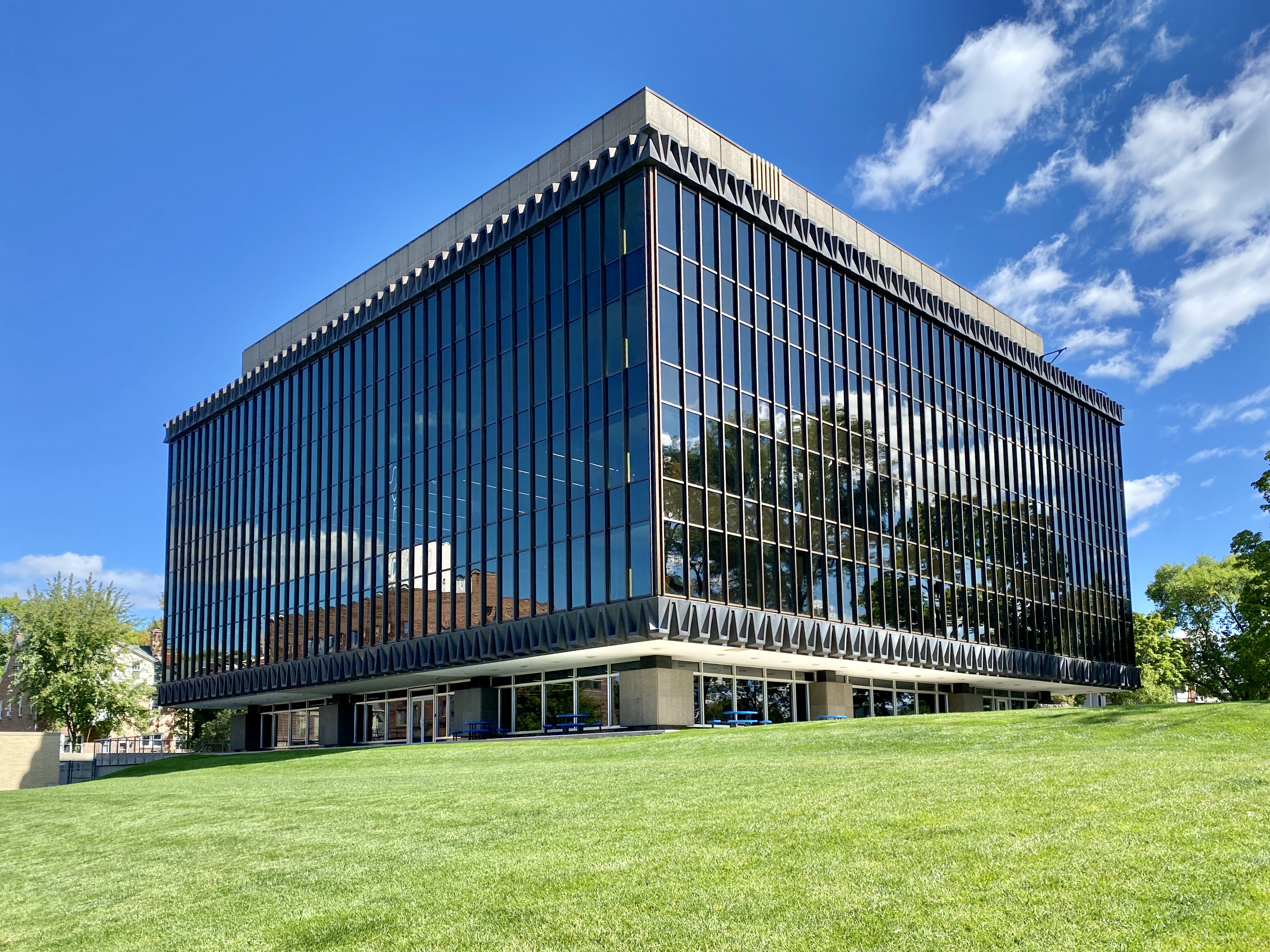
Hauptsitz der National Guardian Life Insurance Company in Madison

Die National Guardian Life ist ein US-amerikanischer Versicherer mit Sitz in Madison, Wisconsin. Der Versicherungsverein ist auf das Lebensversicherungsgeschäft ausgerichtet. 

## Geschichte und Hintergrund
Die Gesellschaft wurde 1909 unter dem Namen The Wisconsin State Life Insurance Company als Aktiengesellschaft gegründet, kurz vor Aufnahme des Geschäftsbetriebs im folgenden Jahr änderte sie ihren Namen in Guardian Life Insurance Company. 1920 wurde die Bezeichnung National als Präfix ergänzt, nachdem sich der Wettbewerber Germania Life Insurance Company 1918 in The Guardian Life Insurance Company of America umbenannt hatte. 1938 wechselte das Unternehmen seine Rechtsform und wandelte sich zum Versicherungsverein. 
Seit Mitte der 1990er Jahre verzeichnete die National Guardian Life ein rasantes Wachstum, insbesondere getrieben durch Übernahme von Lebensversicherungsunternehmen in verschiedenen Bundesstaaten der Vereinigten Staaten. So betrugen die verwalteten Kapitalanlagen 2015 3,8 Milliarden US-Dollar, im Vergleich zu 500 Millionen im Jahr 1992 und 2,5 Milliarden im Jahr 2010.